# Хинова
Хинова (пол. Chynowa) — село в Польщі, у гміні Пшиґодзиці Островського повіту Великопольського воєводства.
Населення — 1068 осіб (2011).

## Демографія
Демографічна структура станом на 31 березня 2011 року:
|          | Загалом | Допрацездатний вік | Працездатний вік | Постпрацездатний вік |
| -------- | ------- | ------------------ | ---------------- | -------------------- |
| Чоловіки | 551     | 138                | 364              | 49                   |
| Жінки    | 517     | 124                | 290              | 103                  |
| Разом    | 1068    | 262                | 654              | 152                  |